# Vomerogobius flavus
A Vomerogobius flavus a csontos halak (Osteichthyes) főosztályának a sugarasúszójú halak (Actinopterygii) osztályába, ezen belül a sügéralakúak (Perciformes) rendjébe, a gébfélék (Gobiidae) családjába és a Gobiinae alcsaládjába tartozó faj.
Nemének egyetlen faja.

## Előfordulása
A Vomerogobius flavus előfordulási területe az Atlanti-óceán nyugati részén van. A Bahama-szigetek vizeiben található meg.

## Megjelenése
A hímen nincsenek feltűnő minták, azonban a nőstény hát-, farok alatti- és mellúszóin, valamint a pofájának a közepén fekete mintázat látszik.

## Életmódja
Trópusi, tengeri halfaj, amely a tengerfenék közelében él.